# 딥 에디

딥 에디(Deep Eddy)는 미국 텍사스주 오스틴에 본사를 둔 미국의 보드카 브랜드이다. 시장조사업체 IRI에 따르면 2015년 미국에서 가장 빠르게 성장한 스피리츠 브랜드였다. 가족 소유의 증류주 공급자인 헤븐 힐 브랜드가 소유하고 있다.
모든 딥 에디 보드카 제품은 텍사스 주 증류소에서 소량으로 증류됩니다. 오리지널(스트레이트) 보드카, 루비 레드 자몽 보드카, 레몬 보드카, 오렌지 보드카, 피치 보드카, 크랜베리 보드카, 스위트 티 보드카 등이 있다. 알콜도수는 오리지널 보드카는 40도이고 플레이버 보드카는 35도이다. 플레이버 보드카는 향료만 들어간 다른 플레이버 보드카와 달리 진짜 주스를 넣어 맛과 풍미가 좋은 것이 특징이다.

## 역사
텍사스주 부다(Buda)에서 증류된 딥 에디 보드카는 2010년 텍사스주 오스틴에서 설립되었다. 브랜드명은 오스틴에 있는 역사적인 딥 에디 풀에서 가져왔다. 설립 이후 미국 32개 주 이상으로 확장되었고 현재 해외진출을 본격적으로 하고 있다.
2014년, 딥 에디 보드카는 오스틴 외곽에 위치한 드링킹 스프링스에 새로운 증류소와 테이스팅룸을 개설했다. 2017년, 딥 에디는 부다의 오스틴 남쪽에 두 번째 증류소를 열었다.
| Year | Flavor                              |
| ---- | ----------------------------------- |
| 2010 | Deep Eddy Sweet Tea Vodka           |
| 2011 | Deep Eddy Straight Vodka            |
| 2013 | Deep Eddy Ruby Red Grapefruit Vodka |
| 2014 | Deep Eddy Cranberry Vodka           |
| 2015 | Deep Eddy Lemon Vodka               |
| 2016 | Deep Eddy Peach                     |
| 2017 | Deep Eddy Orange                    |

### 판매량
2012년 6만 케이스, 2015년 70만5000 케이스, 2017년 100만 케이스를 판매했다. 2014년에는 117%의 성장률, 세 자릿수 성장을 달성했다.2016년 한 해에만 이 브랜드의 9리터 케이스 판매량이 30% 증가했다.

## 수상내역
2014년, 2015년, 2016년 삼년 연속 딥 에디 보드카는 임팩트 매거진의 '핫 브랜드 어워드'를 수상했다.2015년 딥 에디 보드카는 베버리지 월드에 의해 브레이크아웃 브랜드로 선정되었다.< 2017년 6월, 딥 에디 보드카는 '스피리츠 비지니스' 보드카 브랜드 챔피언으로 선정되었다. 2013년 뉴욕 국제 스피리츠 대회에서 딥 에디는 3개의 상을 수상하였다: 은메달, 동메달, 올해의 증류주
딥 에디의 다양한 제품은 2013년 인터내셔널에서 크래프트 스피리츠 어워드에서도 금메달을 수상한 딥 에디 루비 레드, 딥 에디 스트레이트, 은상을 수상한 스위트 티와 같은 상을 받았다.
The Austin Chronicle에 따르면, 딥 에디 보드카는 2017년 오스틴에서 가장 좋은 증류주입니다.